# 지방도 제303호선
지방도 제303호선은 경기도 화성시 우정면 화산리와 시흥시 정왕동을 잇던 경기도의 지방도이다. 지금의 지방도 제301호선 구간과 일치한다.

## 연혁
- 1995년 10월 30일 : 지방도 제303호선 신설[1]
- 2002년 8월 5일 : 노선 지정 변경[2]
- 2005년 3월 28일 : 노선 폐지[3]

## 주요 경유지
- 화성시
  - 우정면 화산리 - 매향리
  - 서신면 제부리

- 안산시
  - 단원구 대부동

- 시흥시
  - 정왕동

## 같이 보기
- 지방도 제301호선